# キリンカップサッカー1992
キリンカップサッカー1992は、第13回目のキリンカップサッカーである。1992年5月31日から6月7日にかけて開催され、日本、アルゼンチン、ウェールズが参加した。
これまで、当大会は各国の代表チーム（A代表、五輪代表）に加え、国内外のクラブチームを交えた大会だったが、この年から国際サッカー連盟（FIFA）公認国際Aマッチ大会となり、外国からの招待チームも基本的にA代表のみとなった。

## 結果
| 1992年5月31日 13:30 |

| 日本 | 0 - 1 | アルゼンチン          |
|      |       | バティストゥータ 53分 |

| 国立霞ヶ丘競技場（東京） 観客数: 60,000人 主審: 吉基哲 |

| 1992年6月3日 19:00 |

| アルゼンチン          | 1 - 0 | ウェールズ |
| バティストゥータ 89分 |       |            |

| 長良川陸上競技場（岐阜） 観客数: 31,000人 |

| 1992年6月7日 13:00 |

| 日本 | 0 - 1 | ウェールズ    |
|      |       | ボウエン 40分 |

| 愛媛県総合運動公園陸上競技場（松山） 観客数: 30,000人 主審: チャン・ヤンミン・サミュエル |

## 順位
| 順 | チーム       | 試 | 勝 | 分 | 敗 | 得 | 失 | 差 | 点 |
| -- | ------------ | -- | -- | -- | -- | -- | -- | -- | -- |
| 1  | アルゼンチン | 2  | 2  | 0  | 0  | 2  | 0  | +2 | 4  |
| 2  | ウェールズ   | 2  | 1  | 0  | 1  | 1  | 1  | 0  | 2  |
| 3  | 日本         | 2  | 0  | 0  | 2  | 0  | 2  | −2 | 0  |

## 優勝チーム
| キリンカップサッカー1992優勝 |
| ---------------------------- |
| · アルゼンチン · 初優勝      |